# Ford Scorpio
O Scorpio é um automóvel de porte grande da Ford, oferecido exclusivamente no mercado europeu.

## Galeria
- Primeira geração (1985-1994)
- Segunda geração(1994-1998)